# Speed pool
Speed pool, znany również pod nazwą speed ball to jedna z odmian bilardu, zaliczana do bilardów amerykańskich. 

## Zasady
Grę rozgrywa się na zwykłym stole do ósemki lub do czternaście plus jeden oraz używa się do niej tych samych bil (piętnastu bil w różnych kolorach, ponumerowanych od 1 do 15 oraz jednej bili rozgrywającej). 
Rozgrywka polega na tym, żeby wbić wszystkie 15 bil w jak najkrótszym czasie - czas jest mierzony stoperem. Podobnie jak w czternaście plus jeden, uderzana bila oraz łuza do której ma ona wpaść musi być przez zawodnika za każdym razem zadeklarowana. Bile można wbijać w dowolnej kolejności pod warunkiem, że bila z numerem 8 musi być wbita jako ostatnia. W speed poolu nie ma przyznawanych punktów. Grę wygrywa zawodnik, który wbił wszystkie bile najszybciej. 
Faule - nieprzepisowe zagrania - następują wtedy, kiedy:
- gracz wbije białą bilę do łuzy;
- gracz uderzy w nie tą bilę, którą zadeklarował, jako pierwszą;
- gracz nie uderzy w żadną bilę;
- gracz wbije do łuzy nie tą bilę, którą zadeklarował;
- gracz wbije bilę do nie tej łuzy, którą zadeklarował.
- gracz uderzy białą kiedy ta jest ciągle w ruchu (jednak kiedy inne bile oprócz białej są jeszcze w ruchu, gracz może już uderzać).

Każdy faul jest karany 10 sekundami dodanymi do czasu gracza. 

## Turnieje
Ponieważ speed pool jest stosunkowo młodą grą i zdobyła popularność dość niedawno i tylko w Stanach Zjednoczonych, obecnie jest organizowanych bardzo mało turniejów tego sportu. Największym dotąd zorganizowanym turniejem był Międzynarodowy Turniej Speed Pool (ang. International Speed Pool Tournament), organizowany przez amerykańską telewizję ESPN i rozegrany w Las Vegas w dniach 4-5 października 2006. Nagrodą za zwycięstwo było $50 000 (około 150 000 zł).
Obecnie do najlepszych, profesjonalnych graczy w speed pool należą Dave Pearson oraz Luc Salvas.